# Skepparpipa

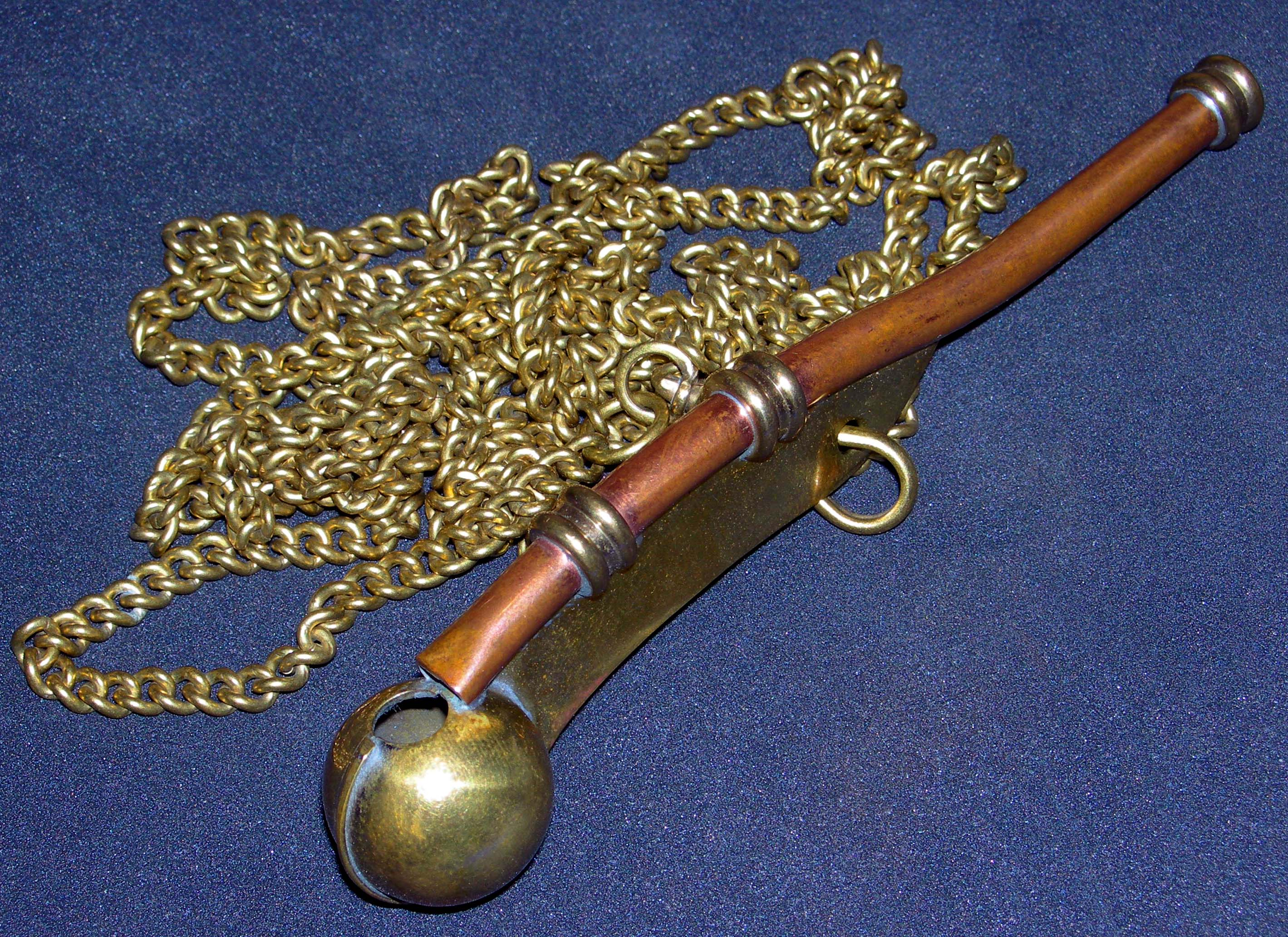
Skepparpipa

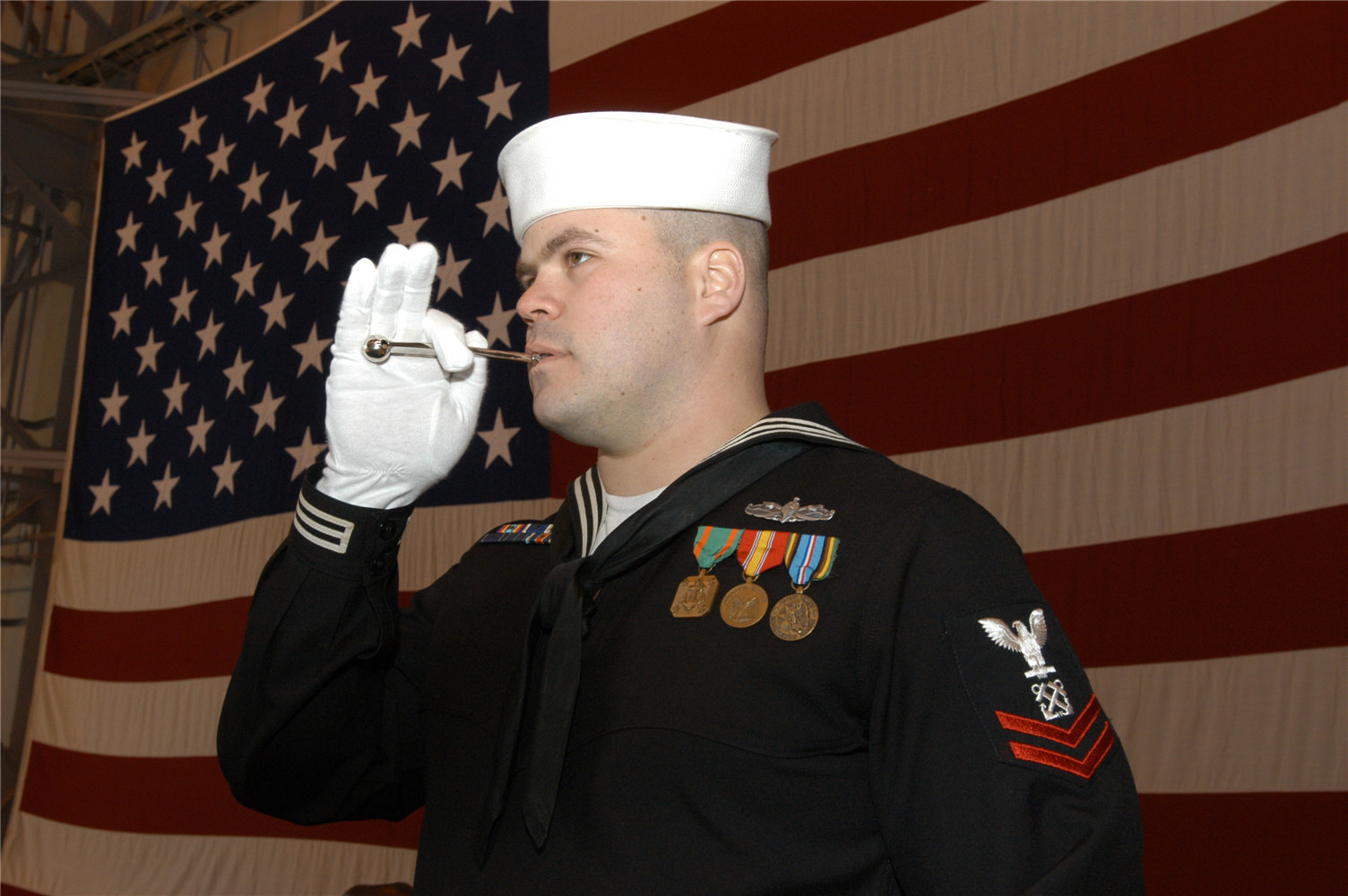
En öppen hand, som ovan, ger en mörkare ton

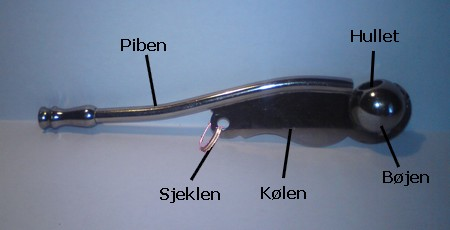
En skepparpipas olika delar. (På danska.)

Skepparpipa, ett signalinstrument som använts till sjöss sedan åtminstone 1200-talet. Pipan användes av befälet för att ge order, men används numera endast för ceremoniella uppgifter. Användaren kan blåsa lägre eller högre toner genom att öppna eller sluta handen kring pipans yttre, kulformiga, del. Genom att låta gomseglet vibrera kan ett vibrato eller drill skapas. 
Nedanstående signaler används inom den svenska flottan.